# Dougie Payne
Douglas 'Dougie' Payne (Glasgow, Escocia; 14 de noviembre de 1972) es el bajista de la banda británica Travis.

## Carrera
Payne nació en la parte sur de Glasgow, y fue educado en Woodfarm High School. También fue miembro de 28º Grupo Scout de Glasgow (Giffnock) en su juventud. A continuación pasó a convertirse en un estudiante de la Escuela de Arte de Glasgow donde se reunió con el cantante de la banda, Francis Healy. Ellos se asociaron para formar 'Glass Onion' (nombre de una canción de The Beatles), para cambiar más tarde a Travis. Originalmente Payne no era parte de Glass Onion, que estaba compuesta de otros dos miembros. 
A pesar de que es más conocido por su bajo guitarra y su voz, Payne ha escrito sus propias canciones. Tracks como "The Score", "Know Nothing" y "Good For Nothing" fueron todos escrita por Payne y se han ofrecido como b-Sides lo más reciente en singles de la banda. Payne también es el vocalista principal en algunas canciones de b-sides, por ejemplo, "A Little Bit de Soul", "Flowers in the Window", y también "The Distance" de Singles. También ha escrito la canción "Colder", de The Boy with No Name. 
En noviembre de 2007, Payne con la banda Travis visitó por primera vez Sudamérica (habían estado anteriormente en México), presentándose en el "Yeah Festival" en Argentina y el "Fenix Festival" en Chile.

## Vida personal
Payne se casó con la Kelly Macdonald en 2003. En noviembre de 2007 se hizo público que sería padre por primera vez. Su hijo, Freddie Peter Payne, nació el 9 de marzo de 2008. Su segundo hijo, Theodore William, nació el 8 de diciembre de 2012. Anunciaron su separación en 2017.
Payne es fan de los Rangers F.C..